# Dr.Max
Dr.Max je český nadnárodní řetězec lékáren provozovaný společností ČESKÁ LÉKÁRNA HOLDING, a.s., jež je vlastněna investiční skupinou Penta Investments. Vznikl v lednu 2009 a pobočky má celkem v 17 různých evropských zemích, ve kterých provozuje dohromady přes 3 tisíce lékáren. V Evropě tak byla společnost k roku 2025 druhým největším lékárenským řetězcem.
Společnost vlastní velký sklad v Brně, který je schopen odbavit asi 15 tisíc objednávek denně z eshopu lékárny. V Roudnici nad Labem řetězec provozuje plně robotický sklad. Firma také využívá umělou inteligenci k analýze zpětné vazby zákazníků. V roce 2024 měla společnost tržby 29,4 miliardy korun. Téhož roku provozovala v Česku celkem 529 lékáren.
Společnost byla opakovaně oceněna cenou Obchodník roku. Významné je rovněž působení firmy na trhu s dluhopisy.